# Charlotte (Maine)

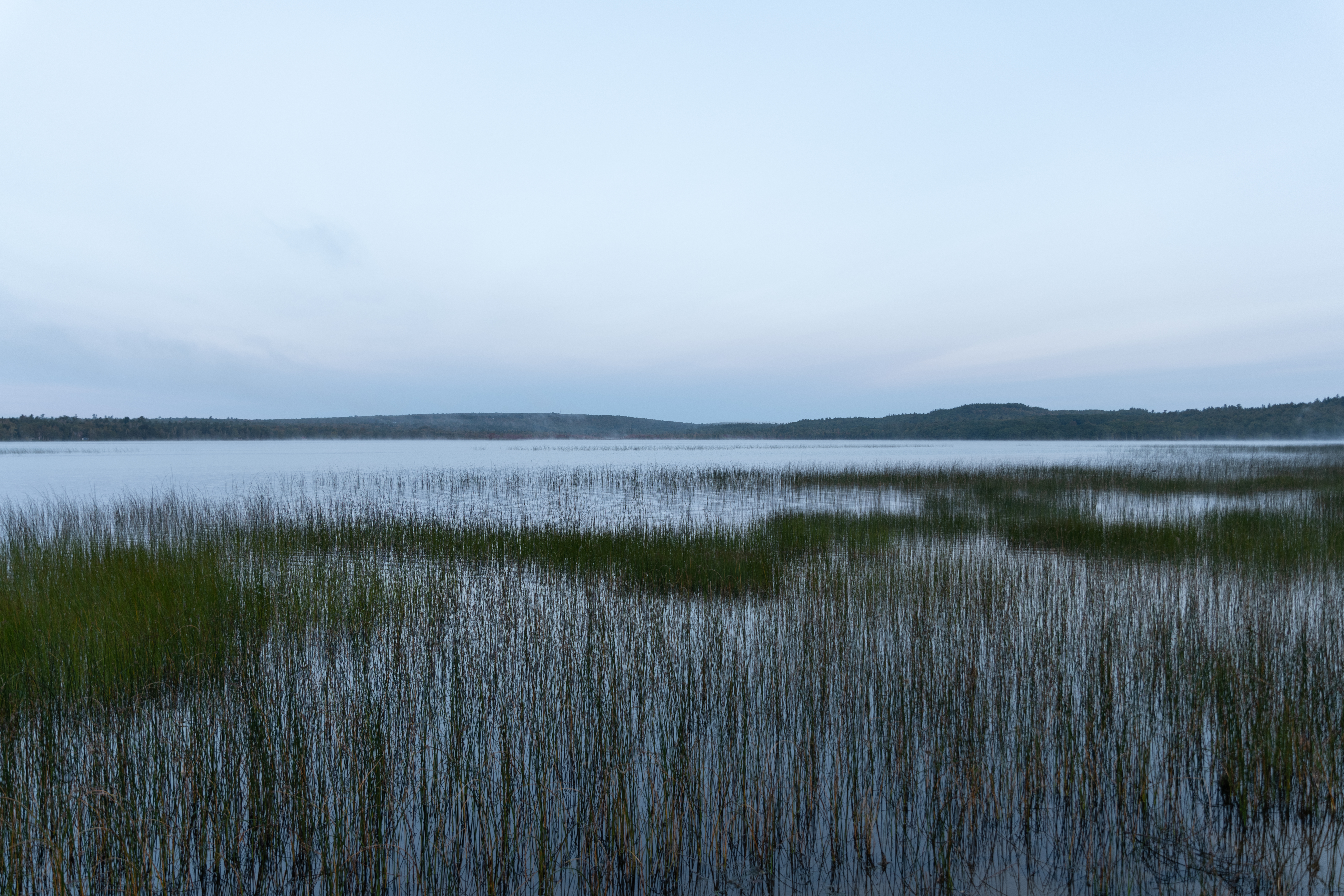
Round Lake in Charlotte, Maine, USA (2023)

Charlotte ist eine Town im Washington County des Bundesstaates Maine in den Vereinigten Staaten. Im Jahr 2020 lebten dort 337 Einwohner in 246 Haushalten (in den Vereinigten Staaten werden auch Ferienwohnungen als Haushalte gezählt) auf einer Fläche von 87,41 km².

## Geographie
Nach dem United States Census Bureau hat Charlotte eine Gesamtfläche von 87,41 km², von der 80,26 km² Land sind und 7,15 km² aus Gewässern bestehen.

### Geographische Lage
Charlotte liegt im Südosten des Washington Countys. Zentral im Gebiet der Town liegt der Round Lake und im Süden der Pennamaquan River Reservoir. Im Osten wird das Gebiet durch den Dennys River begrenzt. Die Oberfläche ist eher eben, ohne größere Erhebungen.

### Nachbargemeinden
Alle Entfernungen sind als Luftlinien zwischen den offiziellen Koordinaten der Orte aus der Volkszählung 2010 angegeben.
- Norden: Baring, 9,5 km
- Nordosten: Calais, 15,8 km
- Osten: Robbinston, 11,4 km
- Südosten: Pembroke, 14,9 km
- Süden: Dennysville, 9,9 km
- Südwesten East Central Washington, Unorganized Territory, 17,7 km
- Westen: Cooper, 12,0 km
- Nordwesten: Meddybemps, 7,7 km

### Stadtgliederung
In Charlotte gibt es mehrere Siedlungsgebiete: Blanchard Corner, Charlotte, Pine Corner und South Charlotte.

### Klima
Die mittlere Durchschnittstemperatur in Charlotte liegt zwischen −7,8 °C (18 °F) im Januar und 20,6 °C (69 °F) im Juli. Damit ist der Ort gegenüber dem langjährigen Mittel der USA um etwa 9 Grad kühler. Die Schneefälle zwischen Oktober und Mai liegen mit bis zu zweieinhalb Metern mehr als doppelt so hoch wie die mittlere Schneehöhe in den USA; die tägliche Sonnenscheindauer liegt am unteren Rand des Wertespektrums der USA.

## Geschichte
Charlotte wurde zunächst als Township No. 3 Putnam Survey (T3 PS) vermessen. Als Town wurde das Gebiet am 19. Januar 1825 organisiert. An Meddybemps wurde ein Teil des Gebietes im Jahr 1841 abgegeben.
Benannt wurde Charlotte nach der Frau eines frühen Siedlers. Eine erste Siedlung wurde zwischen 1807 und 1810 von mehreren Männern mit den Namen Bridges, Damon, Truesdale und Fisher gegründet. Im Jahr 1886 hatte sie fünf öffentliche Schulen und 1880 eine Einwohnerzahl von 489. Die Pennamaquan Wildlife Management Area beginnt in Charlottes Pennamaquan Lake und erstreckt sich durch Pembroke entlang des Pennamaquan River. Dieses über 1.500 Hektar große Gebiet bietet Möglichkeiten zum Bootfahren, Kanufahren, Jagen, Fischen und zur Beobachtung von Adlern, Hirschen und Wasservögeln.
Die inzwischen stillgelegte Bahnstrecke Washington Junction–St. Croix Junction hatte auch eine Haltestelle in Charlotte.

### Einwohnerentwicklung
| Volkszählungsergebnisse – Town of Charlotte, Maine | Volkszählungsergebnisse – Town of Charlotte, Maine | Volkszählungsergebnisse – Town of Charlotte, Maine | Volkszählungsergebnisse – Town of Charlotte, Maine | Volkszählungsergebnisse – Town of Charlotte, Maine | Volkszählungsergebnisse – Town of Charlotte, Maine | Volkszählungsergebnisse – Town of Charlotte, Maine | Volkszählungsergebnisse – Town of Charlotte, Maine | Volkszählungsergebnisse – Town of Charlotte, Maine | Volkszählungsergebnisse – Town of Charlotte, Maine | Volkszählungsergebnisse – Town of Charlotte, Maine |
| Jahr                                               | 1800                                               | 1810                                               | 1820                                               | 1830                                               | 1840                                               | 1850                                               | 1860                                               | 1870                                               | 1880                                               | 1890                                               |
| -------------------------------------------------- | -------------------------------------------------- | -------------------------------------------------- | -------------------------------------------------- | -------------------------------------------------- | -------------------------------------------------- | -------------------------------------------------- | -------------------------------------------------- | -------------------------------------------------- | -------------------------------------------------- | -------------------------------------------------- |
| Einwohner                                          |                                                    |                                                    |                                                    | 557                                                | 666                                                | 718                                                | 611                                                | 467                                                | 489                                                | 381                                                |
| Jahr                                               | 1900                                               | 1910                                               | 1920                                               | 1930                                               | 1940                                               | 1950                                               | 1960                                               | 1970                                               | 1980                                               | 1990                                               |
| Einwohner                                          | 315                                                | 290                                                | 289                                                | 250                                                | 292                                                | 252                                                | 260                                                | 199                                                | 300                                                | 271                                                |
| Jahr                                               | 2000                                               | 2010                                               | 2020                                               | 2030                                               | 2040                                               | 2050                                               | 2060                                               | 2070                                               | 2080                                               | 2090                                               |
| Einwohner                                          | 324                                                | 332                                                | 337                                                |                                                    |                                                    |                                                    |                                                    |                                                    |                                                    |                                                    |

## Kultur und Sehenswürdigkeiten

### Bauwerke
In Charlotte wurde ein Bauwerk unter Denkmalschutz gestellt und ins National Register of Historic Places aufgenommen.
- Charlotte Pound, 2005 unter der Register-Nr. 05001442.[9]

## Wirtschaft und Infrastruktur

### Verkehr
Die Maine State Route 214 verläuft in nordsüdlicher Richtung durch die Town und verbindet sie mit Pembroke im Süden.

### Öffentliche Einrichtungen
Es gibt keine medizinischen Einrichtungen in Charlotte. Die nächstgelegenen befinden sich in Calais und Eastport.
Charlotte besitzt keine eigene Bücherei. Die nächstgelegene befindet sich in Pembroke.

### Bildung
Für die Bildung in Charlotte ist das Charlotte School Department zuständig. In Charlotte befindet sich die Charlotte Elementary School mit Klassen von Pre-Kindergarten bis zum 8. Schuljahr.

## Persönlichkeiten

### Söhne und Töchter der Stadt
- Otis L. Bridges (1798–1870), Anwalt, Politiker und Maine Attorney General